# Franz Riepenhausen
Pour les articles homonymes, voir Riepenhausen.
Franz Riepenhausen est un peintre allemand né en 1786 à Göttingen, mort le 3 janvier 1831 à Rome.

## Biographie
Franz est Fils de Ernst Ludwig Riepenhausen et le frère de Johannes Riepenhausen. Les deux frères ont travaillé ensemble et la part de chacun dans leur production est très difficile à faire. Ils ont d'abord été formé par leur père puis par Wilhelm Tischbein. Ils étudient ensuite à l'Académie de Cassel.

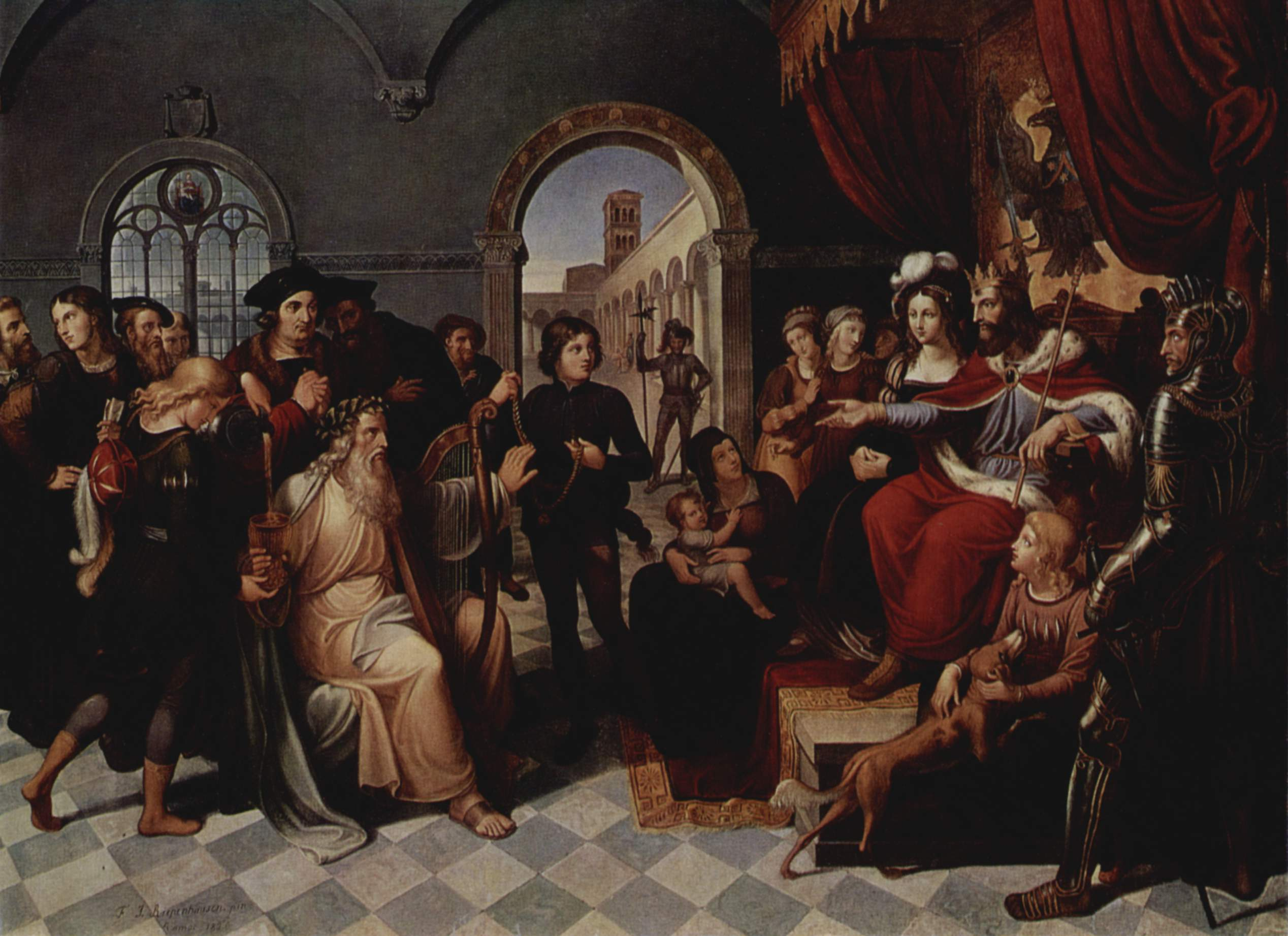